# Lazarevo
Lazarevo (kyrillisk Лазарево, ungarsk Lázárföldye, tysk (forældet) Lazarfeld) er en landsby i distriktet Sentral-Banat i Vojvodina i Serbien. Landsbyen ligger ca. 12 kilometer øst for Zrenjanin og 86 km nord for Beograd.
Landsbyen har en serbisk etnisk majoritet og 3.308 indbyggere (2002).
Lazarevo er mest kendt for at skjule krigsforbryderen Ratko Mladić, der den 26. maj 2011 blev arresteret i byen.